# Bridge L-158
Bridge L-158 ist eine nicht mehr genutzte Eisenbahnbrücke über das Muscoot Reservoir in der Nähe von Goldens Bridge, New York in den Vereinigten Staaten. Sie diente der New-York-Central-Railroad-Strecke von Goldens Bridge zum Lake Mahopac.
Die Brücke wurde ursprünglich gebaut, um Eisenbahnzüge der New York Central and Hudson River Railroad über den Rondout Creek bei Kingston zu führen. Die Eisenbrücke wurde 1904 an ihren heutigen Standort umgesetzt.
Seit 1960 ist das Bauwerk ungenutzt, und die Schienen wurden entfernt. Es ist die einzige verbliebene doppelt gekreuzte  Whipple-Fachwerk-Eisenbahnbrücke in New York. Sie wurde 1978 in das National Register of Historic Places aufgenommen und ist das einzige vollständig im Westchester County liegende Brückenbauwerk im Register.

## Lage
Die Brücke führt über eine Bucht des Stausees, etwa einen Kilometer westlich der Station Goldens Bridge an der Metro-North Harlem Line und der Interstate 684, an der Grenze zwischen den Towns of Lewisboro im Osten und Somers im Westen. Die New York State Route 138 überquert das Reservoir etwa 150 m weiter nördlich.
Die Gegend um die Brücke ist von Gehölzen bewachsen, die zu dem Wasserschutzgebiet gehören, das den Stausee umgibt, und all dies gehört, wie auch die Brücke selbst dem New York City Department of Environmental Protection. Der Verlauf der früheren Bahnstrecke ist auf beiden Seiten der Brücke noch erkennbar.

## Bauwerk
Beide Fachwerke sind 49 m lang und bestehen aus neun identischen Feldern. Das Gitternetz ist 9,6 m tief. Die Brücke liegt auf zwei Widerlagern aus Beton, rund 3,5 m über dem mittleren Wasserstand.
Die Phoenix-Säulen und das obere Band sowie die Stützen der mit Bolzen verbundene Konstruktion bestehen im oberen Bereich aus Schmiedeeisen. Die Pfosten am Ende und das obere Band sind mit sechs geflanschten Elementen aus Gusseisen verbunden, die miteinander vernietet sind. Die dazwischenliegenden Vertikalpfosten und die lateralen Streben haben jeweils vier Verbindungselemente.

## Geschichte
Die Brücke war ursprünglich die kleinste von drei Spannen eines 360 m langen Viaduktes der wichtigen Bahnstrecke New York–Albany „West Shore Line“ an der Mündung des Rondout Creek in Kingston. Jenes Bauwerk wurde 1883 durch Clarke, Reeves & Company erbaut, einer Filiale der in Philadelphia sitzenden Phoenix Iron Works. Das ursprüngliche Bauwerk war 8,8 m breit, führte zwei Gleise über den Fluss und war innerhalb der New York Central Railroad als Bridge 141 verzeichnet.
Um 1904 begann die Stadtverwaltung von New York City damit, im Einzugsgebiet des Croton River Land zu kaufen, zu roden und Wasser aufzustauen, um die Wasserversorgung der Stadt zu gewährleisten. Entsprechend der Vereinbarung mit der Stadt waren die Eisenbahngesellschaften verpflichtet, überflutetes Gebiet auf eigene Kosten zu überbrücken. Die Eisenbahngesellschaft ließ deshalb 1904 am Rondout Creek eine neue Brücke bauen, die den Fluss als ganzes mit einer einzigen Hauptspanne überbrücken konnte.
Die NYC entschied sich, Teile der Brücke Nummer 141 etwa achtzig Kilometer weiter nach Süden zu bringen und sie an dem neuen Stausee wiederzuverwenden, wo sie nun als Brücke L-158 für die Stichbahn nach Mahopac der früheren New York and Harlem Railroad diente. Diese Stichbahn, ursprünglich von der New York and Mahopac Railroad erbaut, diente im 19. Jahrhundert der Anbindung eines Sommerferienorts. Weil es sich dabei nur um eine eingleisige Strecke handelte, wurde die Brücke mit einer verringerten Breite von 4,9 m wiederaufgebaut.
Die Bedienung des Verkehrs auf der Stichbahn nach Mahopac erfolgte bis 1960. Die Gleise wurden schließlich abgebaut, doch die Brücke selbst blieb stehen. 1976 stellte ein Erkundungsteam für den Historic American Engineering Record fest, dass sie, abgesehen von der fehlenden Nutzung und Unterhaltung, in einem guten Zustand war. Ihre Lage auf für die Wasserversorgung von New York City genutztem Land, zu dem der Zugang stark beschränkt ist, hat ihre historische Erhaltung zudem erleichtert.